# Metateratocephalidae
Metateratocephalidae é uma família de nematóides pertencentes à ordem Plectida.
Géneros:
- Metateratocephalus Eroshenko, 1973
- Steratocephalus Andrássy, 1984